# Pháp lệnh Quốc ca

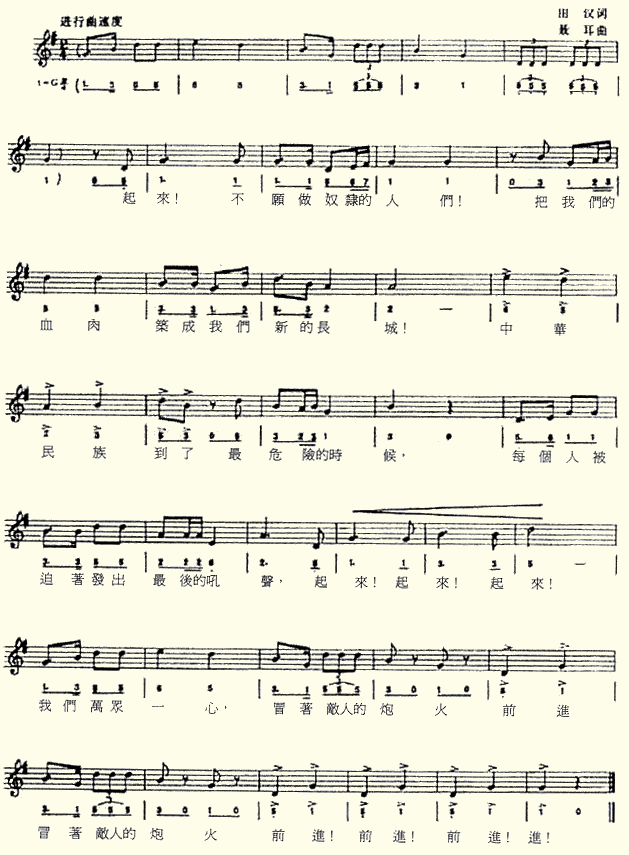
Bản nhạc bài "Nghĩa dũng quân tiến hành khúc", quốc ca của nước Cộng hòa Nhân dân Trung Hoa.

Pháp lệnh quốc ca (tiếng Trung: 國歌條例; Hán-Việt: Quốc ca điều lệ) là một pháp lệnh của Hồng Kông nhằm hình sự hóa "việc xúc phạm quốc ca Trung Quốc" (Nghĩa dũng quân tiến hành khúc). Nó sẽ được giới thiệu như là một luật sở tại để đáp ứng với Luật của nước Cộng hòa Nhân dân Trung Hoa về Quốc ca (Luật Quốc ca). Tổng Bí thư Đảng Cộng sản Trung Quốc Tập Cận Bình đã có bài phát biểu liên quan đến luật quốc ca vào đầu năm 2017. Quy định có hiệu lực vào ngày 12 tháng 6 năm 2020.

## Nội dung
Dự luật bao gồm 6 phần:
- Phần 1 đóng vai trò là phần mở đầu, xác định rõ khái niệm "quốc ca" và "quốc kì".
- Phần 2 ra lệnh cho các quy định liên quan đến việc trình diễn và hát quốc ca; ví dụ, yêu cầu "toàn bộ cá nhân và tổ chức" thể hiện thái độ tôn trọng và trang nghiêm với quốc ca Trung Quốc.
- Phần 3 mô tả về việc bảo vệ quốc ca. Luật cấm công dân sử dụng quốc ca trong một số trường hợp nhất định, chẳng hạn như cho mục đích thương mại hoặc làm nhạc nền. Nó cũng cấm công dân xúc phạm quốc ca bằng bất kì cách nào, như thay đổi lời bài hát hay hát nó theo cách bị bóp méo.
- Phần 4 liên quan đến việc thúc đẩy quốc ca. Luật yêu cầu các cơ sở giáo dục tiểu học và trung học phải kết hợp quốc ca trong chương trình giảng dạy, bao gồm cả việc hát, lịch sử và nghi thức liên quan đến nó. Luật cũng yêu cầu tất cả các đài truyền hình âm thanh và truyền hình phải chơi quốc ca khi được Cơ quan Truyền thông yêu cầu.
- Phần 5 chứa các điều khoản bổ sung. Luật tuyên bố trong trường hợp không thống nhất giữa quy định này và Luật của nước Cộng hòa Nhân dân Trung Hoa về Quốc ca được Quốc hội Trung Quốc thông qua, thì nên áp dụng quy định này.
- Phần 6 chứa các sửa đổi hệ quả đối với các pháp lệnh khác, ví dụ như thêm các đoạn liên quan đến việc sử dụng quốc ca vào Pháp lệnh Thương hiệu.

## Bối cảnh
Mối quan hệ giữa Chính phủ Hồng Kông và Trung ương ngày càng căng thẳng sau các cuộc biểu tình ở Hồng Kông năm 2014 và thường dẫn đến việc người Hồng Kông công khai la ó quốc ca Trung Quốc tại các trận đấu thể thao. Sự cố đầu tiên là trong trận đấu với Maldives tại vòng loại FIFA World Cup 2018 tại sân vận động Vượng Giác vào tháng 6 năm 2015, khi người hâm mộ la ó trong khi quốc ca được chơi trước trận đấu. Tiếng la ó lại tái diễn trong một trận đấu khác với Qatar vào tháng 9/2015. FIFA đã đưa ra cảnh báo cho Hiệp hội bóng đá Hồng Kông (HKFA) về hành vi của người hâm mộ và ban hành án phạt 5.000CHF cho Qatar. HKFA đã bị phạt 10.000CHF (77.150 đô la Hồng Kông) một lần nữa vì la ó trước trận đấu trên sân nhà với Trung Quốc vào ngày 17 tháng 11 năm 2015.
Đáp lại, chính quyền trung ương Trung Quốc có ý định áp dụng luật quốc ca đối với Hồng Kông cũng như đại lục, cho rằng nó sẽ giúp thúc đẩy các giá trị xã hội và thúc đẩy tinh thần yêu nước. Luật của Cộng hòa Nhân dân Trung Hoa về Quốc ca (Luật Quốc ca) đã được thông qua tại phiên họp thứ 29 của Ủy ban Thường vụ Đại hội Đại biểu Nhân dân toàn quốc khoá XII (NPCSC) vào ngày 1 tháng 9 năm 2017, và có hiệu lực tại Đại lục vào ngày 1 tháng 10 năm 2017. Luật đặt ra các quy định trong việc sử dụng quốc ca. Luật cấm chơi quốc ca trong các quảng cáo thương mại và yêu cầu người tham dự tại các sự kiện phải đứng nghiêm trang khi bài quốc ca này được trình diễn. Những người vi phạm luật mới, bao gồm cả những người sửa đổi lời hay chế nhạo bài hát hoặc chơi nó trong những dịp "không phù hợp", có thể bị giam giữ tới 15 ngày hoặc đối mặt với việc truy tố hình sự.
Vào ngày 4 tháng 11 năm 2017, NPCSC đã thông qua quyết định bổ sung Luật Quốc ca vào Phụ lục III của Luật Cơ bản của Hồng Kông. Theo Điều 18(2) của Luật Cơ bản, các luật nhà nước được liệt kê trong Phụ lục III của Luật Cơ bản sẽ được áp dụng tại địa phương bằng cách ban hành hoặc thông qua quá trình luật pháp của Đặc khu hành chính Hồng Kông (HKSAR).

## Thúc đẩy
Vào ngày 8 tháng 1 năm 2019, Hội nghị Hành chính đã soạn thảo dự luật quốc ca  và đệ trình lên Hội đồng Lập pháp (LegCo) hai tuần sau đó. Sau lần đọc đầu tiên, quá trình lập pháp đã bị cản trở bởi các thành viên thuộc phe dân chủ, và sau đó là nhiều tháng bất ổn xã hội gây ra bởi các cuộc biểu tình cho đến mùa hè vào tháng 7.
Vào ngày 11 tháng 6 năm 2020, Pháp lệnh Quốc ca được ký bởi Đặc khu trưởng Lâm Trịnh Nguyệt Nga. Nó có hiệu lực vào ngày hôm sau sau khi được đăng trên Công báo Chính phủ Hồng Kông.

## Mối quan tâm
Craig Choy thuộc Nhóm Luật sư Tiến bộ cho biết thật không thực tế khi hy vọng tất cả những người phục vụ và khách hàng tại một quán ăn địa phương sẽ đứng lên khi nghe quốc ca trên TV, và đề nghị các nhà đài địa phương nên ngừng chơi bài hát để tránh tranh cãi. Giảng viên luật chính của Đại học Hồng Kông Eric Cheung cũng cho biết sẽ không thực tế nếu bao gồm một điều khoản về yêu cầu một người phải đứng hát. Ông cũng nói rằng "sẽ khá đáng sợ" nếu "bạn phải tuân theo hệ tư tưởng và biểu hiện của chủ nghĩa xã hội ở Trung Quốc đại lục".
Eric Cheung cũng nói thêm các điều khoản "ý thức hệ" và "hướng dẫn" trong luật quốc ca đề xuất của chính phủ, bao gồm một điều khoản quy định rằng các trường tiểu học và trung học sẽ cần dạy học sinh hát và hiểu lịch sử của "Nghĩa dũng quân tiến hành khúc", là một "sự lệch lạc hoàn toàn" từ các quy định pháp luật thông thường. Trong phiên bản đại lục của luật, "các trường trung học cơ sở và tiểu học sẽ coi quốc ca là một thành phần quan trọng trong giáo dục để thúc đẩy lòng yêu nước, tổ chức cho học sinh học hát quốc ca và dạy học sinh về lịch sử và tinh thần của quốc ca và để quan sát nghi thức biểu diễn và hát quốc ca". Cheung nói rằng nếu quy định được nêu nhưng nó không trừng phạt người phạm tội, có thể có những người cố tình tham gia vào một hành động như vậy và nó sẽ làm giảm sự nghiêm trọng và nhân phẩm của pháp luật.
Đáp lại những lo ngại và kêu gọi một dự luật trắng và tham vấn cộng đồng, Đặc khu trưởng Hồng Kông Lâm Trịnh Nguyệt Nga đã bác bỏ bằng cách nói rằng "Tôi không hiểu tại sao người ta phải nhấn mạnh vào thuật ngữ 'tham vấn cộng đồng'," và gọi từ này chỉ là một "chiêu bài" ". Bà cũng khẳng định dự luật chỉ đề xuất những người cố tình xúc phạm quốc ca và người dân không cần lo lắng về điều đó.